# のと鉄道能登線
能登線（のとせん）は、かつて石川県鳳珠郡穴水町の穴水駅と同県珠洲市の蛸島駅を結んでいたのと鉄道の鉄道路線（廃線）である。

## 概要
能登半島の北部、奥能登の南岸を走っていた路線である。1959年に国鉄能登線として穴水駅 - 鵜川駅間が開業し、1964年に蛸島駅まで全通したものの、全通時にはモータリゼーションが進展しており、乗降客は数年増加したのち減少を始め、1968年には早くも赤字83線に名を連ねている。その後、奥能登観光ブームにより一時的に盛り返すも、沿線道路網の発達などにより乗客減に拍車がかかった。
国鉄再建法により全国の不採算路線を廃止する方針が示される中、沿線自治体の存続活動もむなしく、能登線は1985年に第3次特定地方交通線（以下・第3次指定）候補に選定され、国鉄の路線として廃止となる可能性が高まった。これを受け石川県は、「能登振興のために鉄道は必要」として、第三セクター鉄道としての存続に意欲を示し、三セク化によって第3次指定路線の存続を企図していた高知県・愛知県（それぞれ土佐くろしお鉄道・愛知環状鉄道を設立）とともに能登線の早期の第3次指定を国に求め、その結果1986年5月末に第3次指定に先行承認されることとなった。こうして1987年に第三セクター「のと鉄道」が設立され、1988年にのと穴水駅（現・穴水駅） - 蛸島駅間が「のと鉄道能登線」として開業した。
転換後に列車の運転頻度を向上させた結果、収支はほぼ均衡を保ち、転換交付金を積み立てた基金で営業損失を補填した結果、のと鉄道は開業後3年間黒字を計上した。しかし、1991年にのと鉄道が七尾線の経営を引き受けて以降は七尾線の影響でのと鉄道の赤字額が増大しており、2001年に赤字額の大きい七尾線の穴水駅 - 輪島駅間を廃止したところ、利便性の低下による影響で能登線の乗客も減少していった。2004年3月23日ののと鉄道の取締役会で能登線の廃止が決議され、2005年4月1日付で廃止に至った。廃止後は能登中央バス・奥能登観光開発の2社（現在は統合されて北鉄奥能登バスに一本化）による路線バス（代替バス）に転換された。
乗客の平均乗車距離は13.9 kmと長く、通学客への影響は大きかった。珠洲市から列車で県立七尾高校に通っていた学生は下宿を余儀なくされ、珠洲市内の高校へ向かう学生も混雑の激しいバスでの通学を強いられているという。
能登線の全49のトンネルにはいろは順に起点から平仮名がふられていた。これには事故などがあった場合にその発生場所を即座に知らせるという目的もあった。

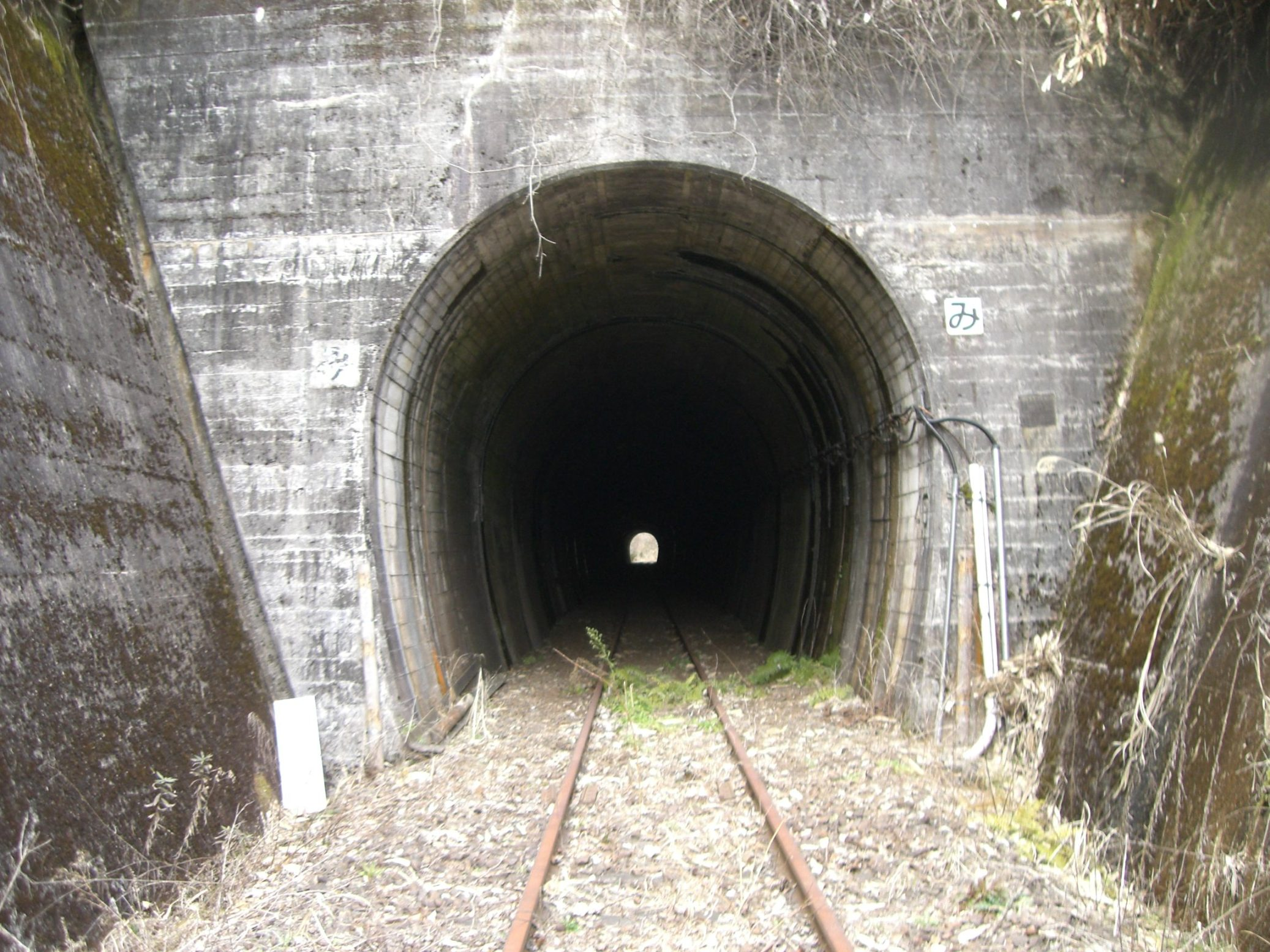
松波 - 恋路間の松波隧道「み」。

### 路線データ
※廃止時点
- 路線距離（営業キロ）：61.0 km
- 軌間：1067 mm
- 駅数：30駅（起終点駅含む）
- 複線区間：なし（全線単線）
- 電化区間：なし（全線非電化）
- 閉塞方式：特殊自動閉塞式（穴水 - 珠洲間）、スタフ閉塞式（珠洲 - 蛸島間）

## 運行形態
廃止直前時点では各駅に停車する普通列車のみが運行されており、運行系統としては七尾線とほぼ一体であった。廃止直前時点でおおむね2時間に1本が運行されていた。
1988年3月の第三セクター鉄道転換当初は、1時間1本程度の運行であり、自社のパノラマ気動車NT800形を使用した快速「のと恋路号」が運転されており、1991年9月になって「のと恋路号」が急行に格上げされるとともに、転換前まで運行されていた金沢から直通の急行「能登路」の運行が復活した。「能登路」は2002年3月23日のダイヤ改正で、「のと恋路号」はさらにその半年後の2002年10月に廃止された。なお、穴水駅 - 珠洲駅間の上下最終列車が快速として運転されていた時期もあった。

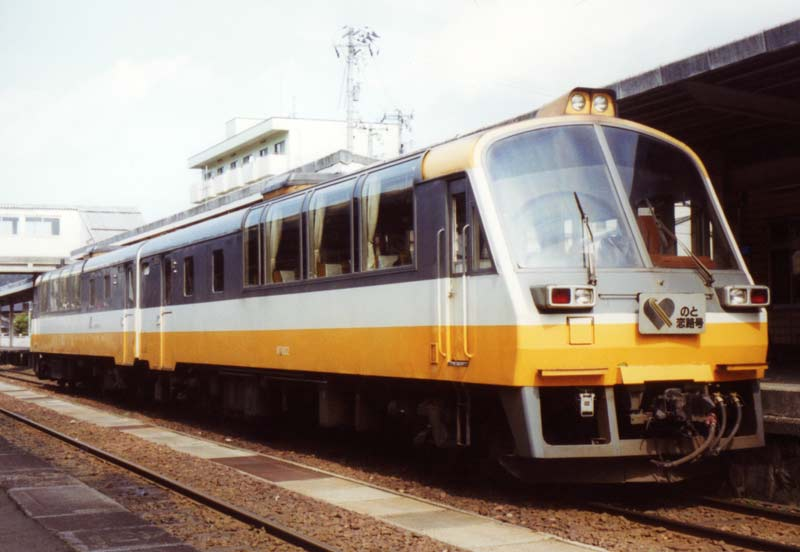
パノラマ気動車NT800形による急行「のと恋路号」
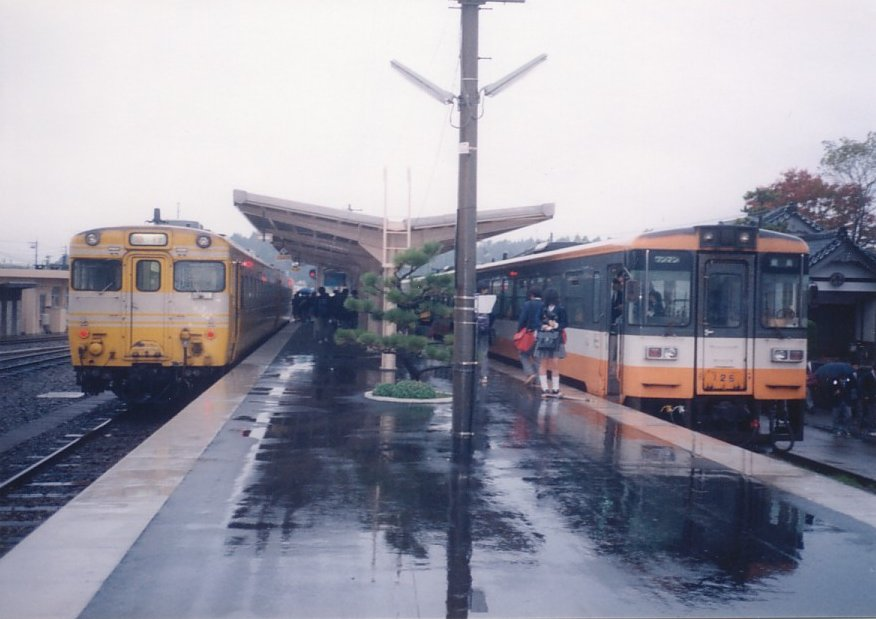
急行「能登路」に使用されたキハ58系（画像左）

## 使用車両
のと鉄道時代の使用車両。すべて気動車。
- NT100形
- NT800形

### 乗り入れ車両
- キハ58系[12]

## 歴史

鵜川駅における開通祝賀列車（1959年（昭和34年）6月15日）

1922年には既に改正鉄道敷設法で飯田までの建設が定められていたが、戦後まで着工されなかった。1953年になってようやく着工されるが、国鉄ローカル線合理化のさなか建設が推し進められたため、政治路線との批判に晒されることとなった。1959年に穴水 - 鵜川間、1960年に鵜川 - 宇出津間が開業。このうち後者には開業から1961年5月20日までの間通常の1.6倍の割増運賃が適用された。1961年4月6日の運賃改定で当該区間が割高となるため割増率が1.3倍に軽減され、同年5月に新線建設補助特別措置法が成立し、補助金が支給されるようになるとこの割増運賃制度は撤廃された。さらに1962年には改正鉄道敷設法別表に飯田 - 蛸島間が追加され、1963年に宇出津 - 松波駅間、1964年9月に松波 - 蛸島間が開業、このうち後者は日本鉄道建設公団による初めての建設線であった。
1994年から1996年にかけて近代化補助金を活用して列車集中制御装置 (CTC) の設置を行っている。

### 年表
- 1935年（昭和10年）10月1日 - 省営自動車奥能登線（穴水-能登飯田間）開通[16]。
- 1946年（昭和21年）10月21日 - 省営自動車奥能登線（能登飯田-狼煙間）開通[17]。
- 1952年（昭和27年）12月1日 - 鉄道建設審議会で能登線が建設着工線に選定される。
- 1953年（昭和28年）1月9日 - 着工[18]。
- 1959年（昭和34年）6月15日 - 能登線 穴水 - 鵜川間 (22.9km) 開業[18][19][20]。中居駅、比良駅、鹿波駅、甲駅、前波駅、古君駅、鵜川駅開業。
- 1960年（昭和35年）
  - 4月1日 - 金沢 - 輪島・鵜川間に準急「のとじ」を設定（能登線内は普通列車）。
  - 4月17日 - 鵜川 - 宇出津間 (9.9km) 延伸開業[18][19]、同区間に1.6倍の擬制キロを設定[14]。穴水 - 宇出津間で貨物営業を開始。矢波駅、波並駅、藤波駅、宇出津駅開業。
  - 7月8日 - 立戸の浜仮乗降場開業。
- 1961年（昭和36年）
  - 4月6日 - 鵜川 - 宇出津間の運賃改定。同区間の擬制キロを1.3倍に変更[14]。
  - 5月20日 - 新線建設補助特別措置法が成立したため鵜川 - 宇出津間に適用されていた擬制キロ廃止[14]。
- 1963年（昭和38年）10月1日 - 宇出津 - 松波間 (13.8km) 延伸開業[18][19]。羽根駅、能登小浦駅、真脇駅、能登小木駅、能登白丸駅、能登川尻駅、松波駅開業。
- 1964年（昭和39年）9月21日 - 松波 - 蛸島間 (14.5km) 延伸開業により全線開通[15][18][19][20]。宇出津 - 珠洲間で貨物営業を開始。恋路仮停車場、鵜島駅、南黒丸駅、能登鵜飼駅、上戸駅、珠洲飯田駅、珠洲駅、正院駅、蛸島駅開業。
- 1968年（昭和43年）9月 - 赤字83線の1つとして国鉄諮問委員会から路線の廃止を求められる。
- 1969年（昭和44年）10月1日 - 恋路仮停車場を恋路臨時乗降場に変更。
- 1970年（昭和45年）10月3日 - SL列車「ふるさと列車おくのと号」運転開始。能登線内は普通列車。
- 1973年（昭和48年）9月30日 - 「ふるさと列車おくのと号」運行終了。
- 1981年（昭和56年）11月20日 - 穴水 - 珠洲間の貨物営業を廃止[19]。
- 1984年（昭和59年）2月1日 - 荷物営業廃止[1]。
- 1985年（昭和60年）7月11日 - 古君 - 鵜川間で豪雨のため盛土が崩れ、急行「能登路5号」が脱線転覆。7人死亡（能登線列車脱線事故）。
- 1986年（昭和61年）5月27日 - 廃止承認（特定地方交通線第3次廃止対象）。
- 1987年（昭和62年）4月1日 - 国鉄分割民営化により西日本旅客鉄道が継承。立戸の浜仮乗降場を（臨）立戸の浜駅に格上げ。恋路臨時乗降場を（臨）恋路駅に変更。
- 1988年（昭和63年）3月25日 - JR能登線 (61.1km) 廃止、のと鉄道能登線 のと穴水 - 蛸島間 (61.0km) 開業[18][19][20]。のと鉄道の本社を宇出津駅に置く[21]。急行「能登路」の能登線内での運転を中止[22]。
  - 穴水駅から分離し、のと穴水駅開業[19]。（臨）立戸の浜駅を通年営業とし沖波駅に、能登小浦駅を小浦駅に、真脇駅を縄文真脇駅に、能登小木駅を九十九湾小木駅に、能登白丸駅を白丸駅に、能登川尻駅を九里川尻駅に、能登鵜飼駅を鵜飼駅に、珠洲飯田駅を飯田駅に改称。（臨）恋路駅を通年営業化。九十九湾小木駅に行き違い設備を新設[23]。
- 1991年（平成3年）9月1日 - のと鉄道七尾線開業に伴い、のと穴水駅を穴水駅に改称[19]。急行「能登路」の能登線内での運転を再開[22]。
- 1993年（平成5年） 列車無線を導入。能登線の列車集中制御装置 (CTC) 敷設工事着工。
- 1994年（平成6年）12月21日 - 穴水 - 甲間にCTCを導入、自動閉塞方式へ移行[19]。比良駅に行き違い設備を新設[23]。
- 1995年（平成7年）
  - 3月17日 - 七見駅開業。
  - 11月5日 甲 - 九十九湾小木間にCTCを導入、自動閉塞方式へ移行[19]。
- 1996年（平成8年）12月6日 - 九十九湾小木 - 珠洲間にCTCを導入、自動閉塞方式へ移行[19]。鵜飼駅に行き違い設備を新設[23]。
- 2002年（平成14年）
  - 3月23日 - 急行「能登路」廃止。
  - 10月21日 ダイヤ改正、列車を大幅に減便。急行「のと恋路号」廃止。
- 2003年（平成15年）3月15日 - ダイヤ改正、夜遅い時間帯の1本を廃止するなど、運行本数を3割削減。
- 2004年（平成16年）3月30日 - 廃止届を提出[1]。
- 2005年（平成17年）4月1日 - 穴水 - 蛸島間 (61.0km) 全線廃止[18][19]。
- 2006年（平成18年）11月1日 - 線路・施設の本格的な撤去が開始される[24]。

## 駅一覧
- 全駅石川県に所在。
- カッコ内の駅名は、のと鉄道転換前の駅名。*印を付けた駅は転換後の開業。駅所在地は路線廃止時点。
- 線路（全線単線） … ◇・∨：列車交換可能、｜：交換不可

| 駅名                          | 駅間キロ | 営業キロ | JR時代の 営業キロ | 接続路線         | 線路 | 所在地 | 所在地 |
| ----------------------------- | -------- | -------- | ----------------- | ---------------- | ---- | ------ | ------ |
| 穴水駅                        | -        | 0.0      | 0.0               | のと鉄道：七尾線 | ∨    | 鳳珠郡 | 穴水町 |
| 中居駅                        | 5.3      | 5.3      | 5.3               |                  | ｜   | 鳳珠郡 | 穴水町 |
| 比良駅                        | 2.3      | 7.6      | 7.5               |                  | ◇    | 鳳珠郡 | 穴水町 |
| 鹿波駅                        | 2.9      | 10.5     | 10.5              |                  | ｜   | 鳳珠郡 | 穴水町 |
| 甲駅                          | 3.8      | 14.3     | 14.3              |                  | ◇    | 鳳珠郡 | 穴水町 |
| 沖波駅 （立戸の浜駅）         | 2.7      | 17.0     | 17.0              |                  | ｜   | 鳳珠郡 | 穴水町 |
| 前波駅                        | 1.1      | 18.1     | 18.1              |                  | ｜   | 鳳珠郡 | 穴水町 |
| 古君駅                        | 1.8      | 19.9     | 19.9              |                  | ｜   | 鳳珠郡 | 穴水町 |
| 鵜川駅                        | 3.0      | 22.9     | 22.9              |                  | ◇    | 鳳珠郡 | 能登町 |
| *七見駅                       | 1.2      | 24.1     | ---               |                  | ｜   | 鳳珠郡 | 能登町 |
| 矢波駅                        | 1.5      | 25.6     | 25.6              |                  | ｜   | 鳳珠郡 | 能登町 |
| 波並駅                        | 2.2      | 27.8     | 27.8              |                  | ｜   | 鳳珠郡 | 能登町 |
| 藤波駅                        | 2.2      | 30.0     | 30.0              |                  | ｜   | 鳳珠郡 | 能登町 |
| 宇出津駅                      | 2.7      | 32.7     | 32.8              |                  | ◇    | 鳳珠郡 | 能登町 |
| 羽根駅                        | 2.6      | 35.3     | 35.4              |                  | ｜   | 鳳珠郡 | 能登町 |
| 小浦駅 （能登小浦駅）         | 1.7      | 37.0     | 37.1              |                  | ｜   | 鳳珠郡 | 能登町 |
| 縄文真脇駅 （真脇駅）         | 1.4      | 38.4     | 38.5              |                  | ｜   | 鳳珠郡 | 能登町 |
| 九十九湾小木駅 （能登小木駅） | 2.0      | 40.4     | 40.5              |                  | ◇    | 鳳珠郡 | 能登町 |
| 白丸駅 （能登白丸駅）         | 2.1      | 42.5     | 42.6              |                  | ｜   | 鳳珠郡 | 能登町 |
| 九里川尻駅 （能登川尻駅）     | 1.9      | 44.4     | 44.5              |                  | ｜   | 鳳珠郡 | 能登町 |
| 松波駅                        | 2.0      | 46.4     | 46.6              |                  | ◇    | 鳳珠郡 | 能登町 |
| 恋路駅                        | 1.8      | 48.2     | 48.3              |                  | ｜   | 鳳珠郡 | 能登町 |
| 鵜島駅                        | 0.8      | 49.0     | 49.1              |                  | ｜   | 珠洲市 | 珠洲市 |
| 南黒丸駅                      | 1.1      | 50.1     | 50.2              |                  | ｜   | 珠洲市 | 珠洲市 |
| 鵜飼駅 （能登鵜飼駅）         | 1.6      | 51.7     | 51.8              |                  | ◇    | 珠洲市 | 珠洲市 |
| 上戸駅                        | 2.7      | 54.4     | 54.5              |                  | ｜   | 珠洲市 | 珠洲市 |
| 飯田駅 （珠洲飯田駅）         | 1.7      | 56.1     | 56.2              |                  | ｜   | 珠洲市 | 珠洲市 |
| 珠洲駅                        | 1.3      | 57.4     | 57.4              |                  | ◇    | 珠洲市 | 珠洲市 |
| 正院駅                        | 1.6      | 59.0     | 59.1              |                  | ｜   | 珠洲市 | 珠洲市 |
| 蛸島駅                        | 2.0      | 61.0     | 61.1              |                  | ｜   | 珠洲市 | 珠洲市 |

## 延長構想の頓挫
1996年に蛸島駅より東の鉢ヶ崎海岸で第16回全国豊かな海づくり大会が開催されるにあたり、そのアクセス路線として当路線の延長が1993年から検討された。1994年には県議会で、同年度中の免許取得や施工認可を得て1995年度から土地買収や工事の着手に当たりたいという県企画開発部長の答弁もなされている。しかし予定ルートに道路との交差があり、そこを立体化しないと運輸省の認可が下りないことが判明する。さらに阪神・淡路大震災を受けて運輸省が鉄道施設等の耐震基準を見直したことも加わり、この二つの理由で工費が当初の予定よりも大幅に増加することから、構想は取りやめになった。

## 廃線後の状況
線路・施設の撤去は2006年11月1日から本格的に開始された。現在ではほとんどの区間でレール・枕木が撤去されており、橋梁、路盤の撤去も頻繁に行われ、能登線の痕跡は消えつつある。
なお、地元自治体ならびに沿線住民の希望により、以下の区間は線路が残された。
- 穴水駅から山王川橋梁付近 - 車両の入換などに使用されている。
- 間島橋梁付近から薬師川橋梁付近（波並 - 藤波 - 宇出津間） - 1km以上にわたり2006年以後も線路が残されていたものの、2022年5月に入り道路橋の下に静態保存されていたNT100形気動車とともに撤去された。
- 恋路駅前後 - 再敷設されたもの。地元の宗玄酒造により、「のトロ」という名称の軌道自転車に有料で乗ることができる[27]。
- 珠洲駅跡地 - 道の駅すずなり内の、のと鉄道記念広場としてホームや線路の一部が保存されている。
- 珠洲市正院町小路地区から同町川尻地区間（正院 - 蛸島間） - この区間は、動態保存車両であったNT100形気動車の走行に使用された。
- 蛸島駅構内